# Salix koriyanagi
Salix koriyanagi — вид квіткових рослин із родини вербових (Salicaceae).

## Морфологічна характеристика
Це листопадний кущ, який може вирости до 5 метрів у висоту. Гілочки червоні чи пурпурувато-червоні, тонкі, голі. Листки супротивні, рідше чергові; листкова ніжка 2–5 мм; листкова пластинка зворотно-ланцетна чи лінійно-ланцетна, 5–10 × 0.6–1.5 см, гладка, абаксіально (низ) бліда, адаксіально зелена, край цілий проксимально, зубчастий дистально, верхівка загострена або гостра. Сережки супротивні, рідше чергові, 20–30 × 3–4 мм, сидячі. Чоловіча квітка: тичинок 2, пиляки багряно-червоні, кулясті. Жіноча квітка: зав'язь яйцювата, густо-сіровато-біло запушена.

## Середовище проживання
Корея. Населяє гірські схили.

## Використання
Рослина збирається з дикої природи для місцевого використання як ліки та джерело матеріалів. Його широко вирощують у Японії, Кореї та північно-східному Китаї та використовують для виготовлення високоякісних кошиків. Вирощується також як декоративна.